# St. Nikolaus (Haberland)

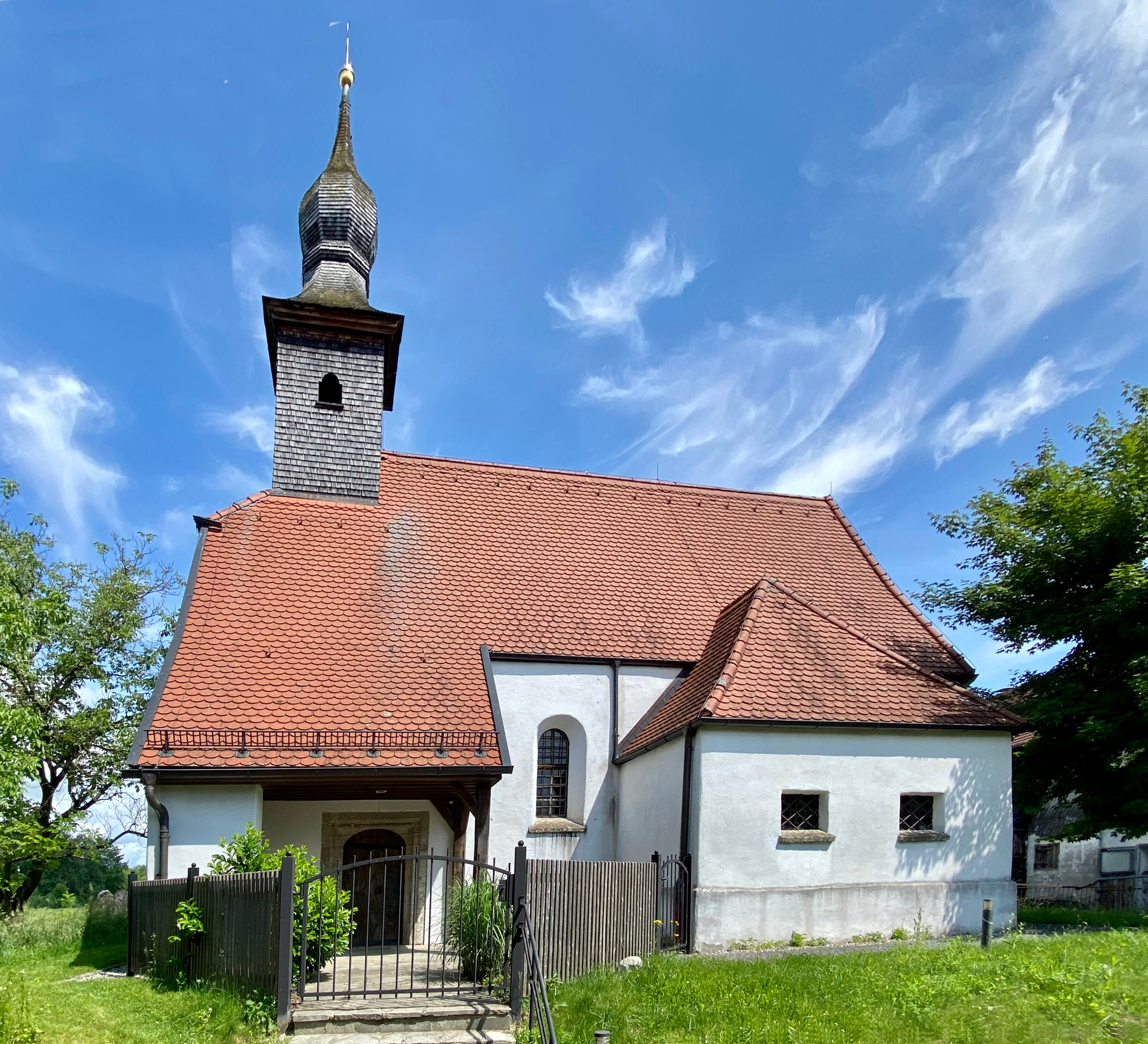
St. Nikolaus in Haberland

Die römisch-katholische Filialkirche St. Nikolaus steht in Haberland, einem Gemeindeteil der Gemeinde Saaldorf-Surheim im Landkreis Berchtesgadener Land. Das Bauwerk ist in der Liste der Baudenkmäler in Saaldorf-Surheim als Baudenkmal unter der Nr. D-1-72-130-46 eingetragen. Die Kirche gehört zum Dekanat Berchtesgadener Land im Erzbistum München und Freising.

## Beschreibung
Die spätgotische Saalkirche wurde im 15. Jahrhundert erbaut und um 1720 barockisiert. Sie besteht aus dem Langhaus, dem eingezogenen Chor mit Fünfachtelschluss im Osten und einer Sakristei an der Wand im Süden des Chors. Im Westen des Langhauses erhebt sich der verschindelte, mit einer Zwiebelhaube bedeckte Dachreiter aus dem Krüppelwalmdach.
Der Innenraum des Langhauses ist mit einer Flachdecke überspannt.